# Bradysia lutaria
Bradysia lutaria är en tvåvingeart som först beskrevs av Johannes Winnertz 1869.  Bradysia lutaria ingår i släktet Bradysia och familjen sorgmyggor.
Artens utbredningsområde är Tyskland. Arten är reproducerande i Sverige. Inga underarter finns listade i Catalogue of Life.